# NGC 4106
NGC 4106 é uma galáxia espiral barrada (SB0-a) localizada na direcção da constelação de Hydra. Possui uma declinação de -29° 46' 06" e uma ascensão recta de 12 horas, 06 minutos e 45,5 segundos.
A galáxia NGC 4106 foi descoberta em 7 de Março de 1791 por William Herschel.